# Holländarn
Holländarn är en pjäs av August Strindberg från 1902. Dramat fullbordades aldrig, men utgör ett relativt stort fragment, och har kunnat framföras som en helhet. Det anknyter till myten om den flygande holländaren och är tydligast influerat av Richard Wagners gestalning av berättelsen. I sin lyriska form liknar pjäsen delvis Ett drömspel, men kan också sägas föregripa Strindbergs kammarspel.
Pjäsen hade urpremiär den 5 april 1923 på Lorensbergsteatern i Göteborg.. 1947 satte Ingmar Bergman upp den som radioteater för Sveriges Radio. 1967 uppfördes pjäsen som tv-opera, skapad av Ingvar Lidholm och i regi av Åke Falck, se Holländarn (tv-opera).